# L'Île aux pirates
Pour plus de détails, voir Fiche technique et Distribution.
L'Île aux pirates ou L'Île coupe-gorge au Québec (Cutthroat Island) est un film d'aventures franco-américano-germano-italien réalisé par Renny Harlin et sorti en 1995.
Le film connaît un très grand échec, aussi bien critique que commercial, et entraîne la faillite de la société de production Carolco Pictures.

## Synopsis
En 1668, dans les Caraïbes, une pirate du nom de Morgan Adams (Geena Davis) essaie de sauver son père Harry le Noir. Ce dernier est aux mains de son oncle, pirate lui aussi, nommé Dawg. Morgan n'empêche pas le meurtre de son père mais hérite de celui-ci un morceau d'une carte indiquant où se trouve le trésor amassé par son grand-père jadis.
Dans le même temps, William Shaw (Matthew Modine), un aventurier, est capturé alors qu'il tentait de voler à la cour du gouverneur de Port Royal. Morgan ayant découvert que la carte était écrite en latin achète Shaw, réussit à s'enfuir de la ville avec lui malgré la canonnade d'un navire.
Shaw réussit à prendre le second morceau de la carte des mains de Mordechai, un autre oncle de Morgan. Mordechai est lui aussi assassiné par Dawg. Après de nombreuses péripéties, Dawg s'allie aux Anglais pour capturer Morgan, ses hommes, Shaw, et récupérer le trésor. Morgan arrive à s'échapper, reconquiert son navire et, après un combat acharné contre Dawg, réussit à le vaincre. Ayant récupéré le trésor, les pirates voguent vers Madagascar.

## Fiche technique
Sauf indication contraire, les informations mentionnées dans cette section peuvent être confirmées par la base de données cinématographiques IMDb,  présente dans la section « Liens externes ».
- Titre original : Cutthroat Island
- Titre français : L'île aux pirates
- Titre québécois : L'île coupe-gorge
- Réalisation : Renny Harlin
- Scénario : Robert King, Marc Norman, d'après une histoire de Michael Frost Beckner, James Gorman, Bruce A. Evans et Raynold Gideon
- Musique : John Debney
- Directeur artistique : Roger Cain
- Chef décorateur : Norman Garwood
- Décorateur de plateau : Maggie Gray
- Maquillage : Paul Engelen et Ben Nye Jr.
- Directeur de la photographie : Peter Levy
- Montage : Derek Brechin, Florent Retz, Frank J. Urioste, Ralph E. Winters, Bert Lovitt (non crédité)
- Production : James Gorman, Renny Harlin, Laurence Mark (en) et Joel B. Michaels
  - Producteur délégué : Mario Kassar
  - Producteur associée : Jane Bartelme
  - Coproducteurs : John Baldecchi (en) et Lynwood Spinks
- Sociétés de production : Canal+, Carolco Pictures, Cutthroat Productions et Metro-Goldwyn-Mayer
- Sociétés de distribution : Metro-Goldwyn-Mayer (États-Unis), AMLF (France)
- Budget : 98 000 000 USD[1]
- Pays de production :  France,  États-Unis,  Allemagne,  Italie
- Langue originale : anglais
- Format : couleur (Technicolor) – 35 mm – 2,35:1 – Dolby Digital - DTS)
- Genre : action, aventures, comédie, pirates,  cape et épée
- Durée : 124 minutes
- Dates de sortie :
  - États-Unis : 22 décembre 1995
  - France : 14 février 1996

## Distribution
- Geena Davis (VF : Annie Le Youdec ; VQ : Claudie Verdant) : Morgan Adams
- Matthew Modine (VF : Emmanuel Jacomy ; VQ : Jacques Lavallée) : William Shaw
- Frank Langella (VF : François Siener ; VQ : Victor Désy) : Dawg Brown
- Maury Chaykin : John Reed
- Patrick Malahide (VF : Jacques Ciron) : le gouverneur Ainslee
- Stan Shaw (VF : Peter King) : M. Glasspoole
- Rex Linn (VF : Benoît Allemane ; VQ : Stéphane Rivard) : M. Blair
- Paul Dillon : Snelgrave, premier matelot du Ripper
- Christopher Masterson (VQ : Martin Watier) : Bowen
- Jimmie F. Skaggs : Tom Scully
- Harris Yulin (VF : Michel Fortin ; VQ : Ronald France) : Harry « le Noir » Adams
- Carl Chase : Bishop
- Peter Geeves : Fiddler le pirate
- Angus Wright (VQ : Pierre Auger) : le capitaine Trotter
- George Murcell (en) (VF : Pierre Hatet ; VQ : Benoît Marleau) : Mordachai « Fingers » Adams
- Renny Harlin : le pirate au fusil (non crédité)
- Lucinda Clare : Lady
- Dickey Beer : le bourreau
- Richard Leaf : Snake the Lookout
- Rupert Vansittart : le capitaine Perkins
- David Bailie et Christopher Adamson : des pirates de Dawg

 Source et légende : version québécoise (VQ) sur Doublage.qc.ca ; VF[réf. nécessaire]

## Production

### Genèse et développement
La genèse du film remonte à 1986 alors qu'un film nommé Bloody Bess est en production. Il s'agit d'un projet de Film de cape et d'épée plutôt sombre et violent avec une femme comme personnage principal. Le projet ne se concrétise pas mais Renny Harlin, qui travaille à cette époque chez Empire, apprécie l'idée d'une femme pirate et envisage de la réutiliser. Au moment de la production, l'actrice Geena Davis et le réalisateur Renny Harlin sont mariés. Ce dernier parvient à convaincre le producteur Mario Kassar de choisir l'actrice Davis, jusqu'alors plutôt habituée aux comédies, pour en faire une star de films d'aventures. Carolco Pictures, en difficultés financières au moment du lancement de la production, prévoit un budget de 60 millions de dollars. La société espère alors s'en sortir grâce au film. Les autres projets sont alors stoppés, notamment Crusade avec Arnold Schwarzenegger (qui avait déjà couté 13 millions de dollars en développement). Carolco réduit par ailleurs sa participation aux films Showgirls de Paul Verhoeven et Stargate, la porte des étoiles de Roland Emmerich,,. Carolco mise donc tout sur L'Île aux pirates et fait une campagne marketing intense auprès des distributeurs.
Michael Douglas est initialement choisi pour incarner William Shaw. L'acteur pose cependant deux conditions : le tournage doit avoir lieu immédiatement car il ne sera plus disponible après, et il exige d'avoir le même temps de présence à l'écran que Geena Davis. Il trouve que ce personnage féminin, Morgan Adams, est trop présent. Aucun compromis n'est trouvé et Michael Douglas quitte donc le projet. Le rôle est alors proposé à de nombreux acteurs (Tom Cruise, Keanu Reeves, Russell Crowe, Liam Neeson, Jeff Bridges, Ralph Fiennes, Charlie Sheen, Michael Keaton, Tim Robbins, Daniel Day-Lewis ou encore Gabriel Byrne) qui refusent. Matthew Modine accepte finalement le rôle, en partie pour son expérience comme escrimeur.
Occupé à trouver l'interprète du rôle masculin principal, le réalisateur Renny Harlin s'implique alors beaucoup moins dans la production, notamment les décors qui sont alors en construction et surtout les réécritures du script. Cela engendre plus tard des dépassements de budget en raison des changements à effectuer, contraignant le réalisateur à dépenser lui-même un million de dollars pour financer des réécritures.
Oliver Reed devait initialement faire un caméo dans le rôle de Mordechai Fingers. Il est cependant renvoyé par la production après une bagarre dans un bar et après un comportement déplacé envers Geena Davis lors d'une soirée trop arrosée,,. Il est remplacé par George Murcell, pour sa dernière apparition à l'écran avant son décès en 1998.

### Tournage
Le tournage se déroule d'octobre 1994 à avril 1995. Il a lieu entre Malte (le fort Ricasoli, les Mediterranean Film Studios, Il-Kalkara, etc.) et la Thaïlande (plage de Phra Nang, etc.). Les plans de maquettes ont lieu dans un hangar aquatique des Pinewood Studios.
Durant le tournage, le directeur de la photographie Oliver Wood se blesse à la cheville. Il est remplacé par Peter Levy. Renny Harlin se brouille ensuite avec le chef opérateur caméra et le renvoie. Plusieurs techniciens décident alors de quitter eux aussi le film.

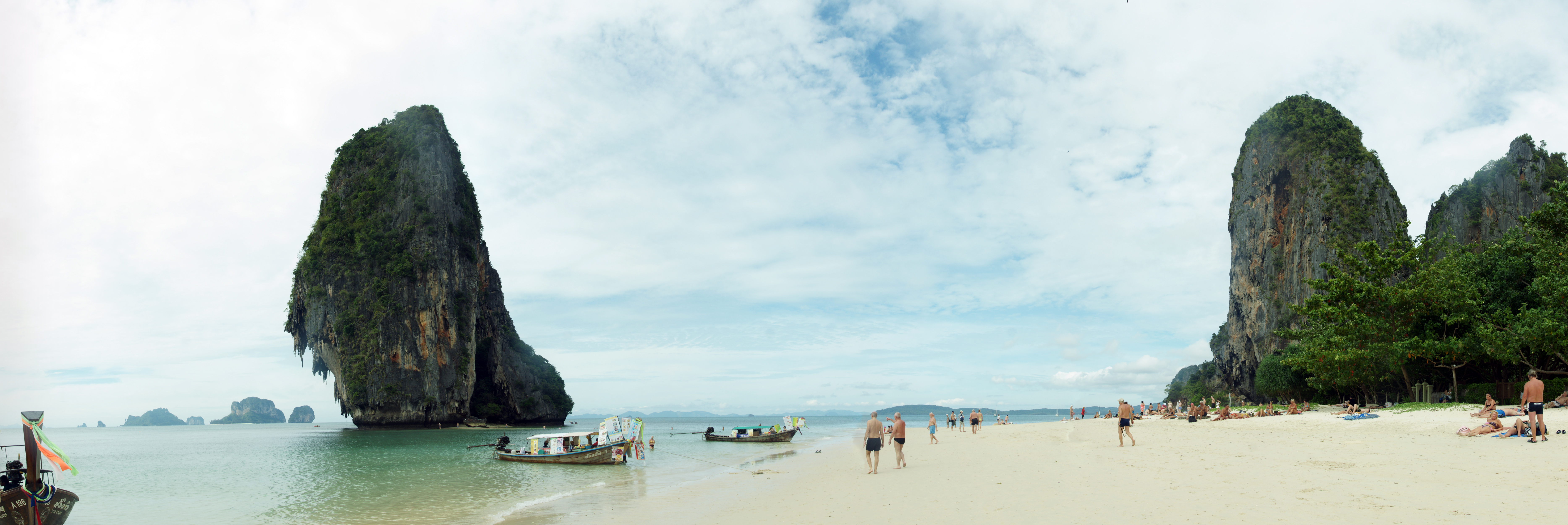
La plage de Phra Nang
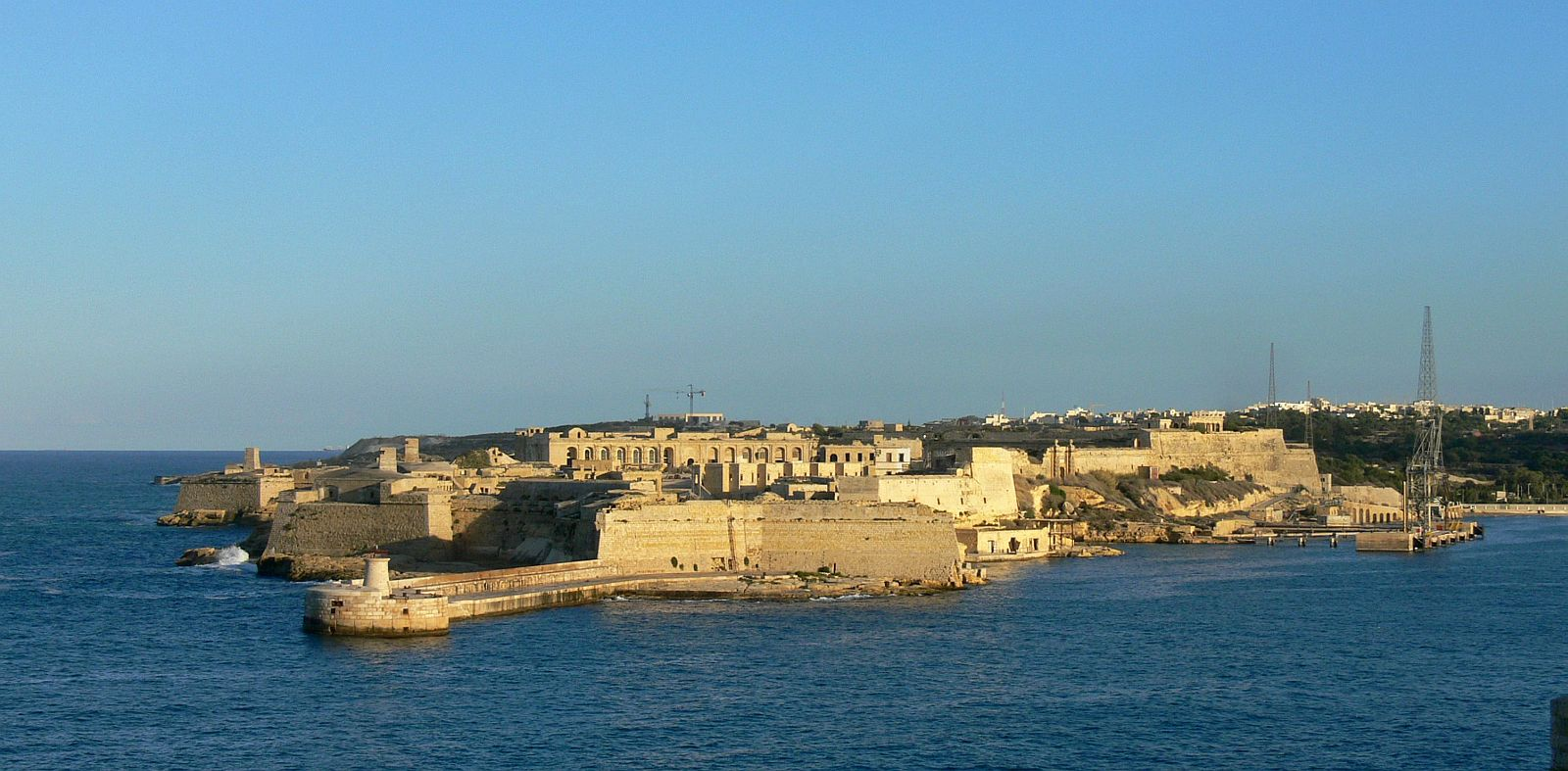
Le Fort Ricasoli

### Musique
Albums de John Debney
L'Invité
(1995) Mort subite
(1995)
David Arnold est initialement engagé pour composer la musique mais ses compositions sont finalement refusées. C'est donc John Debney qui se charge de la musique, interprétée par l'orchestre symphonique de Londres.
Malgré l'échec commercial et critique du film, la musique est plutôt bien appréciée pour son style, rappelant les films d'aventures de l'Âge d'or d'Hollywood et les bandes originales d'Erich Wolfgang Korngold,,,,. Certains critiques considèrent même la musique de John Debney comme l'une des meilleures du genre.
L'album est édité en 1995 par le label Silva Screen. En 2007, Prometheus publie un double album avec plus de morceaux. La-La Land Records réédite ce double album en août 2016.
| 1.  | Main Title : Morgan's Ride  | 4:38 |
| 2.  | Carriage Chase              | 7:20 |
| 3.  | The Language of Romance     | 2:39 |
| 4.  | Setting Sail                | 1:03 |
| 5.  | To the Bottom of the Sea    | 2:43 |
| 6.  | Morgan Takes the Ship       | 4:30 |
| 7.  | The Funeral                 | 1:30 |
| 8.  | The Rescue                  | 3:41 |
| 9.  | Discovery of the Treasure   | 2:19 |
| 10. | The Big Jump                | 2:38 |
| 11. | The Storm Begins            | 2:33 |
| 12. | Morgan Captured/Sword Fight | 5:23 |
| 13. | Shaw Steals the Map         | 3:30 |
| 14. | Escape from Mordechai's     | 2:09 |
| 15. | Charting the Course         | 2:19 |
| 16. | First Kiss                  | 1:54 |
| 17. | The Battle                  | 6:29 |
| 18. | Dawg's Demise/The Triumph   | 3:31 |
| 19. | It's Only Gold/End Credits  | 9:42 |

| 1.  | Main Title : Morgan's Ride                  | 4:38 |
| 2.  | The Rescue/Morgan Saves Harry               | 3:41 |
| 3.  | Purcell Snatcher (composed by Brad Dechter) | 2:58 |
| 4.  | Shaw is Caught                              | 1:15 |
| 5.  | The Funeral                                 | 1:29 |
| 6.  | Morgan in Command                           | 2:51 |
| 7.  | The Language of Romance                     | 2:40 |
| 8.  | A Lady Scorned                              | 1:38 |
| 9.  | Carriage Chase                              | 7:21 |
| 10. | Ainclee Plots/To Spittelfield               | 3:46 |
| 11. | Uncle Mordechai                             | 2:02 |
| 12. | Morgan Captured/Sword Fight                 | 5:23 |
| 13. | Escape from Mordechai's                     | 2:09 |
| 14. | Setting Sail                                | 1:03 |
| 15. | Charting the Course                         | 2:19 |
| 16. | First Kiss/Love Scene/Dawg's Plan           | 3:12 |
| 17. | Shaw Discovers the Location                 | 2:04 |
| 18. | Betrayal                                    | 2:46 |
| 19. | The Storm Begins                            | 2:33 |
| 20. | To the Bottom of the Sea                    | 2:43 |
| 21. | The Island                                  | 3:41 |
| 22. | Shaw Steals the Map                         | 3:30 |
| 23. | Discovery of the Cave                       | 4:39 |
| 24. | Discovery of the Treasure                   | 2:19 |

| 1.  | The Wedding Waltz (compositeur inconnu, réorchestré par Debney)         | 2:43  |
| 2.  | Caught                                                                  | 1:37  |
| 3.  | The Rope                                                                | 2:17  |
| 4.  | Morgan and Shaw Jump the Cliff/The Big Jump                             | 2:38  |
| 5.  | Shaw Captured                                                           | 2:32  |
| 6.  | Morgan Takes the Ship                                                   | 4:30  |
| 7.  | The Hangman's Noose                                                     | 3:56  |
| 8.  | The Battle/To Dawg's Ship/Morgan Battles Dawg/Dawg's Demise/The Triumph | 17:52 |
| 9.  | It's Only Gold/End Credits                                              | 9:33  |
| 10. | Main Title/Morgan's Ride (version sans chœur)                           | 4:48  |
| 11. | Carriage Chase (version alternative)                                    | 7:21  |
| 12. | First Kiss (Album Edit)                                                 | 1:54  |
| 13. | Dawg's Demise/The Triumph (version sans chœur)                          | 3:31  |
| 14. | Morgan's Ride & The Rescue (Original Synth Demo)                        | 7:25  |

## Accueil

### Accueil critique
Le film reçoit des critiques très négatives. Sur l'agrégateur américain Rotten Tomatoes, il ne récolte que 38% d'opinions favorables pour 40 critiques et une note moyenne de 4,43⁄10. Sur Metacritic, il obtient une note moyenne de 37⁄100 pour 20 critiques.

### Box-office
L'Île aux pirates est un énorme échec commercial. À sa sortie, il a détenu pendant des années le record de pertes au box-office. Les pertes sont estimées à environ 89 millions de dollars,.
| Pays ou région    | Box-office      | Date d'arrêt du box-office | Nombre de semaines |
| ----------------- | --------------- | -------------------------- | ------------------ |
| États-Unis Canada | 10 017 322 $    |                            |                    |
| France            | 250 109 entrées |                            |                    |
| Total mondial     | 18 500 000 $    | -                          | -                  |

## Distinction

### Nominations
Aux Razzie Awards 1996, Renny Harlin est nommé dans la catégorie pire réalisateur, finalement remis à Paul Verhoeven pour Showgirls, autre production de Carolco Pictures.

## Analyse
Le fanion de Morgan Adams est une référence à celui de Jack Rackham, un pirate surnommé « Calico Jack » qui avait pour particularité d'avoir des femmes à son bord (Anne Bonny et Mary Read).

## Jeu vidéo
Le film a connu une déclinaison en jeu vidéo de plate-forme sorti en 1996 sur Game Boy, Game Gear, Mega Drive et Super Nintendo sous le nom de Cutthroat Island. Le jeu a été développé par Software Creations puis édité par Acclaim.